# Gladiopappus vernonioides
Gladiopappus vernonioides là một loài thực vật có hoa trong họ Cúc. Loài này được Humbert mô tả khoa học đầu tiên năm 1948.